# Ellie Carpenter
Pour les articles homonymes, voir Carpenter.
Ellie Carpenter, née le 28 avril 2000, est une footballeuse internationale australienne qui joue au poste d'arrière droit au Chelsea FC. Elle a joué auparavant en W-League australienne, en NWSL aux États-Unis et à l'Olympique lyonnais.
Carpenter fait ses débuts en W-League avec le club des Western Sydney Wanderers en 2015, à l'âge de quinze ans. Après avoir représenté l'Australie dans diverses équipes nationales de jeunes, Carpenter fait ses débuts au sein de l'équipe nationale australienne à l'âge de 15 ans. Elle est par ailleurs la plus jeune olympienne australienne à participer aux Jeux olympiques de 2016 organisés à Rio et la plus jeune footballeuse de tous les temps à concourir aux Jeux olympiques. Le 9 mai 2018, Carpenter devient la plus jeune joueuse, à l'âge de dix-huit ans et onze jours, à participer à un match de la NWSL.

## Biographie

### Jeunesse
Carpenter naît à Cowra, en Nouvelle-Galles du Sud de deux professeurs d'éducation physique. Elle grandit dans une ferme de Cowra, située à environ 400 km à l'ouest de Sydney. En primaire, elle pratique surtout l'athlétisme, terminant même deuxième du 100m aux championnats d'Australie de sa catégorie. En grandissant, Carpenter entreprend régulièrement de longs voyages pour jouer au football à Young, Canberra et Sydney. À l'âge de douze ans, elle choisit de se consacrer au football et sa famille déménage à Sydney afin qu'elle puisse fréquenter la Westfields Sports High School.

### Parcours en club
Carpenter rejoint le club des Western Sydney Wanderers en septembre 2015.
En août 2017, après deux saisons en 23 matches disputés avec les WSW, Carpenter signe avec le club de Canberra United.
Carpenter devient la plus jeune joueuse de l'histoire de la NWSL lorsqu'elle fait ses débuts avec les Thorns de Portland en 2018. Elle devient rapidement la plus jeune buteuse de l'histoire de la Ligue, en inscrivant le but vainqueur contre le Spirit de Washington, seulement 22 jours après son dix-huitième anniversaire. Avec les Thorns, elle atteint la finale de NWSL en 2018, perdue 3-0 face au Courage. Elle retourne ensuite à Canberra pour la saison 2018-2019 en Australie.
En juin 2020, les Thorns annoncent le transfert de Carpenter à l'Olympique lyonnais. Le 3 juillet 2020, elle signe un contrat de trois ans avec l'OL, soit jusqu'en 2023. Elle joue son premier match avec l'Olympique lyonnais le 14 août 2020. Le 28 juin 2022, elle prolonge son contrat de trois ans supplémentaires soit jusqu'au 30 juin 2026. Le 2 juin 2025, elle quitte l'OL pour Chelsea, avec qui elle s'engage jusqu'en 2029.

### International
Carpenter est d'abord convoquée pour rejoindre l'équipe australienne des moins de 17 ans, dans le cadre des qualifications au Championnat d'Asie féminin des moins de 16 ans 2015, en septembre 2014. Elle fait ses débuts lors d'une victoire contre le Vietnam, le 2 mars 2016, dans le cadre du tournoi de qualification olympique féminin asiatique 2016. Elle devient la première internationale australienne née après 2000.
Elle fait partie de la sélection finale pour les Jeux olympiques de Rio en 2016. Les Matildas sont éliminées par les hôtes brésiliennes en quarts de finale.
En 2019, elle fait partie des 23 joueuses australiennes retenues afin de participer à la Coupe du monde organisée en France. En 2024, elle est retenue avec l’Australie pour les JO 2024.

## Statistiques
| Saison                | Club                       | Championnat           | Championnat | Championnat | Coupe(s) nationale(s) | Coupe(s) nationale(s) | Compétition(s) continentale(s) | Compétition(s) continentale(s) | Compétition(s) continentale(s) | Total | Total |
| Saison                | Club                       | Division              | M.          | B.          | M.                    | B.                    | Comp.                          | M.                             | B.                             | M.    | B.    |
| 2015-2016             | Western Sydney Wanderers   | W-League              | 12          | 0           | -                     | -                     | -                              | -                              | -                              | 12    | 0     |
| 2016-2017             | Western Sydney Wanderers   | W-League              | 11          | 0           | -                     | -                     | -                              | -                              | -                              | 11    | 0     |
| Sous-total            | Sous-total                 | Sous-total            | 23          | 0           | -                     | -                     | -                              | -                              | -                              | 23    | 0     |
| 2017-2018             | Canberra United            | W-League              | 10          | 2           | -                     | -                     | -                              | -                              | -                              | 10    | 2     |
| 2018-2019             | Canberra United            | W-League              | 11          | 3           | -                     | -                     | -                              | -                              | -                              | 11    | 3     |
| Sous-total            | Sous-total                 | Sous-total            | 21          | 5           | -                     | -                     | -                              | -                              | -                              | 21    | 5     |
| 2018                  | Portland Thorns            | NWSL                  | 19          | 1           | -                     | -                     | -                              | -                              | -                              | 19    | 1     |
| 2019                  | Portland Thorns            | NWSL                  | 16          | 0           | -                     | -                     | -                              | -                              | -                              | 16    | 0     |
| Sous-total            | Sous-total                 | Sous-total            | 35          | 1           | -                     | -                     | -                              | -                              | -                              | 35    | 1     |
| 2019-2020             | Melbourne City (prêt)      | W-League              | 14          | 2           | -                     | -                     | -                              | -                              | -                              | 14    | 2     |
| Sous-total            | Sous-total                 | Sous-total            | 14          | 2           | -                     | -                     | -                              | -                              | -                              | 14    | 2     |
| 2020-2021             | Olympique Lyonnais Féminin | Division 1            | 18          | 1           | 1                     | 0                     | C1                             | 5                              | 0                              | 24    | 1     |
| 2021-2022             | Olympique Lyonnais Féminin | Division 1            | 16          | 0           | 1                     | 0                     | C1                             | 12                             | 0                              | 29    | 0     |
| 2022-2023             | Olympique Lyonnais Féminin | Division 1            | 6           | 0           | 3                     | 0                     | C1                             | 2                              | 0                              | 11    | 0     |
| 2023-2024             | Olympique Lyonnais Féminin | Division 1            | 15+2        | 0           | 4                     | 0                     | C1                             | 11                             | 0                              | 32    | 0     |
| 2024-2025             | Olympique Lyonnais Féminin | Division 1            | 16+2        | 2           | 0                     | 0                     | C1                             | 10                             | 0                              | 28    | 2     |
| Sous-total            | Sous-total                 | Sous-total            | 71+4        | 3           | 9                     | 0                     | -                              | 40                             | 0                              | 124   | 3     |
| Total sur la carrière | Total sur la carrière      | Total sur la carrière | 168         | 11          | 8                     | 0                     | -                              | 40                             | 0                              | 216   | 11    |

## Vie privée
Depuis 2022, elle est en couple avec sa coéquipière à l'Olympique lyonnais Daniëlle van de Donk,. Le couple annonce ses fiançailles le 1er janvier 2024,. Le mariage a lieu dans le sud de la France en juin 2025.

## Palmarès
Melbourne City (2)
- Vainqueur de la W-League Premiership en 2020
- Vainqueur de la W-League Championship en 2020

 Olympique lyonnais (9)
- Vainqueur du Championnat de France en 2020, 2022, 2023, 2024 et 2025
- Vainqueur de la Ligue des champions en 2020, 2022
- Vainqueur de la Coupe de France en 2020 et 2023

 Équipe d'Australie (2)
- Vainqueur du Tournoi des nations en 2017
- Vainqueur de la Coupe des nations de la FFA en 2019

## Distinctions personnelles
- Asia's Choice Awards
  - Meilleure joueuse de l'année en 2020[28]
- Fédération française de Football
  - Médaille Fédération française de football des légendaires en 2020[29]
- Professional Footballers Australia Awards
  - Meilleure espoir de l'année en 2020[30]
  - Meilleur joueuse de l'année en 2021[31]
  - Meilleur espoir de l'année en 2021[31]
- Championnat australien
  - Meilleure espoir de la saison 2019-2020
- Division 1
  - Membre de l'équipe type de la Division 1 en 2021
  - Membre de l'équipe type de la Division 1 en 2023 (Trophées UNFP)[32]
  - Membre de l'équipe type de Division 1 en 2024 (Trophées UNFP)[33]